# Aspidiphorus minimus
Aspidiphorus minimus is een keversoort uit de familie slijmzwamkevers (Sphindidae). De wetenschappelijke naam van de soort werd in 1926 gepubliceerd door Maurice Pic.